# Кубок М'янми з футболу 2018
Кубок М'янми з футболу 2018 — 8-й розіграш кубкового футбольного турніру у М'янмі. Титул володаря кубка вдруге здобув Янгон Юнайтед.

## Календар
| Раунд        | Дата                      | Матчі | Клуби   |
| ------------ | ------------------------- | ----- | ------- |
| Перший раунд | 12-13 травня 2018         | 5     | 19 → 14 |
| Другий раунд | 30 травня - 6 червня 2018 | 6     | 14 → 8  |
| 1/4 фіналу   | 13-20 червня 2018         | 4     | 8 → 4   |
| 1/2 фіналу   | 18-19/26-27 вересня 2018  | 4     | 4 → 2   |
| Фінал        | 30 вересня 2018           | 1     | 2 → 1   |

## Другий раунд
| Команда 1              | Рахунок | Команда 2           |
| ---------------------- | ------- | ------------------- |
| 30 травня 2018         |         |                     |
| Саутерн М'янма Юнайтед | 2:3     | ГФА                 |
| Аєяваді Юнайтед        | 1:0     | Роял Таллінн (2)    |
| Магуе                  | 5:0     | Дагон (2)           |
| 6 червня 2018          |         |                     |
| Яданарбоун             | 1:2 дч  | Сікайн Юнайтед      |
| Хантавадді Юнайтед     | 4:1     | Звегабін Юнайтед    |
| Ракайн Юнайтед         | 3:0     | Маунтейн Лайонс (2) |

## 1/4 фіналу
| Команда 1       | Рахунок        | Команда 2          |
| --------------- | -------------- | ------------------ |
| 13 червня 2018  |                |                    |
| Янгон Юнайтед   | 2:0            | ГФА                |
| Аєяваді Юнайтед | 2:2 пен. 11:12 | Магуе              |
| 20 червня 2018  |                |                    |
| Сікайн Юнайтед  | 1:2            | Хантавадді Юнайтед |
| Шан Юнайтед     | 3:0            | Ракайн Юнайтед     |

## 1/2 фіналу
| Команда 1          | Заг. | Команда 2   | 1-й матч | 2-й матч |
| ------------------ | ---- | ----------- | -------- | -------- |
| 18/26 вересня 2018 |      |             |          |          |
| Янгон Юнайтед      | 3:2  | Магуе       | 1:0      | 2:2      |
| 19/27 вересня 2018 |      |             |          |          |
| Хантавадді Юнайтед | 1:0  | Шан Юнайтед | 0:0      | 1:0      |

## Фінал
| 30 вересня 2018 13:30 (EEST) |

| Янгон Юнайтед                        | 2:1         | Хантавадді Юнайтед |
| ------------------------------------ | ----------- | ------------------ |
| Маун Маун Луїн 72' Зау Мінь Тунь 85' | [ Протокол] | Хейн Хтет Аун 60'  |

| Аун Сан, Янгон |